# 시비우주

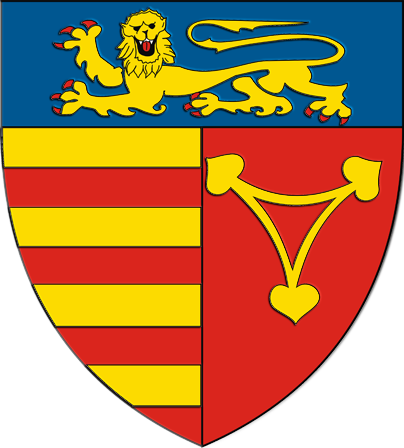
주 문장

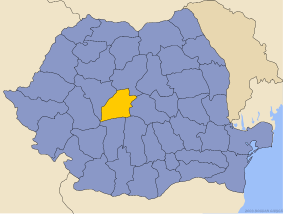
시비우 주의 위치

시비우주(루마니아어: Judeţul Sibiu, 헝가리어: Szeben)는 루마니아 중부 트란실바니아 지방에 위치한 주로, 주도는 시비우이며 면적은 5,432km2, 인구는 421,724명(2002년 기준), 인구 밀도는 78명/km2, ISO 3166-2 코드는 RO-SB이다. 동쪽으로는 브라쇼브 주, 서쪽으로는 알바 주, 북쪽으로는 무레슈 주, 남쪽으로는 블체아 주, 남동쪽으로는 아르제슈 주와 접하며 2개 시와 9개 마을, 53개 지방 자치체를 관할한다.

## 인구
- 루마니아인: 90.6%
- 헝가리인: 3.6%
- 로마인: 4.1%
- 독일인(트란실바니아 작센인): 1.6%
- 그 외의 민족: 0.1%

### 종교별 인구 분포
- 루마니아 정교회: 88.9%
- 그리스 정교회: 2.3%
- 개혁 교회: 2.0%
- 로마 가톨릭 교회: 1.5%
- 오순절교회: 1.1%
- 침례교: 0.9%
- 그 외의 종교: 3.3%